# Faustino Oramas
Faustino Oramas, bekannt unter seinem Künstlernamen El Guayabero, (* 4. Juni 1911 in Holguín; † 27. März 2007 ebenda) war ein kubanischer Musiker.
Faustino Oramas Osorio stammte aus einer sehr armen, afrokubanischen Familie. Er war möglicherweise älter als es sein offizielles Geburtsdatum besagte. Einige Zeitgenossen sprechen ihm ein Lebensalter von mehr als hundert Jahren zu. Als fahrender Sänger (juglar) bereiste er seit seiner Jugend die Insel Kuba. Seine Lieder, die er mit der Gitarre begleitete, handelten vom alltäglichen Leben. Wegen seines Wortwitzes in seinen Liedern, die oft mit Mehrdeutigkeiten und kleinen Anzüglichkeiten gewürzt waren, war er in seiner Heimat ein sehr beliebter Sänger. Seine hauptsächliche Domäne war jedoch der Son. Bereits im Alter von 15 Jahren sang er und spielte die Maracas im Septeto La Tropical, mit seinem Bruder an seiner Seite.
Faustino Oramas hatte den Ruf, ein Frauenverehrer zu sein. Seinen Künstlernamen verdankt er einem Liebesabenteuer. Er musste vor dem Zorn des betrogenen Ehemannes aus einem Dorf fliehen. Dieses Erlebnis verarbeitete er 1938 in dem Lied El Guayabero. 1960 wurde dieses Lied von Pacho Alonso und seinen Bocucos ins Programm genommen und wurde auf diesem Weg ein weltweit bekannter Titel.
Oramas war Anhänger der kubanischen Revolution, die ihn seinen Worten zufolge aus dem Elend herausgeholt hatte. Trotz häufiger derartiger Behauptungen in Presse und anderen Veröffentlichungen war er niemals Mitglied des Buena Vista Social Club, trat aber mit vielen berühmten kubanischen Musikern seines Genres auf, beispielsweise mit Pablo Milanés, Silvio Rodríguez und der Sängerin Omara Portuondo. 1998 erschien sein letztes Plattenalbum, El tren de la vida (Der Zug des Lebens). Noch wenige Monate vor seinem Tod, im Jahre 2006, sah man ihn regelmäßig auf der Bühne auftreten, seinen unvermeidlichen Panama-Hut auf dem Kopf, immerzu schlagfertig, in glänzende Westen gekleidet, die über und über mit Medaillen geschmückt waren.
Oramas starb im Lenin-Hospital seiner Heimatstadt, in das er schon Wochen zuvor wegen diverser Komplikationen eingeliefert wurde, an den Folgen seiner Leberkrebserkrankung.
| Personendaten    | Personendaten       |
| ---------------- | ------------------- |
| NAME             | Oramas, Faustino    |
| ALTERNATIVNAMEN  | El Guayabero        |
| KURZBESCHREIBUNG | kubanischer Musiker |
| GEBURTSDATUM     | 4. Juni 1911        |
| GEBURTSORT       | Holguín             |
| STERBEDATUM      | 27. März 2007       |
| STERBEORT        | Holguín             |